# Kōji Suzuki
Koji Suzuki (Hamamatsu, 13 de mayo de 1957) es un escritor japonés de terror y ciencia ficción.

## Biografía
Nació en 1957 en Hamamatsu, una ciudad al suroeste de Tokio. Estudió Francés en la Universidad de Keio. Es padre de dos hijas y es considerado una autoridad en educación infantil.

## Trayectoria literaria
Su novela Paraíso (1990) fue galardonada con el premio de novela fantástica de Japón. La segunda, The Ring, quedó finalista en el certamen Seishi Yokomizo, y fue un gran éxito comercial. Con su siguiente libro, Espiral (1995), ganó el premio de nuevo talento en la XVII edición de los premios de literatura Eiji Yoshikawa. 
Es uno de los novelistas más aclamados de su país. La adaptación cinematográfica de Ringu por Hideo Nakata ha sido el filme más taquillero de la historia del cine japonés, y se ha convertido en un auténtico fenómeno de masas, con varias secuelas, libros, mangas, series televisivas y videojuegos. 

### Novelas de la saga Ringu
- Aro (Ringu) (1991)
- Espiral (Rasen) (1995)
- Bucle (Rupu) (1998)
- S (2012)
- Tide (2013)

### Otras novelas
- Paraíso (Rakuen) (1990).
- El desfile de los dioses (Kamigami no Promenade) (2003)
- Orilla (2008)
- Jukai (2015)

### Colecciones de cuentos
- Cumpleaños (1999)
  - "Ataúd en el cielo"
  - "Corazón de limón"
  - "Feliz cumpleaños"

- La muerte y la flor (1995) 
  - "Pañales desechables y la réplica de raza"
  - "Respiración irregular"
  - "Key West"
  - "Más allá de la oscuridad"
  - "Abrazo"
  - "Avidya"

- Agua oscura (Honogurai mizu no soko kara) (1996)
  - "Agua flotante"
  - "Isla solitaria"
  - "The hold"
  - "Crucero de los sueños"
  - "A la deriva"
  - "Colores de agua"
  - "Bosque bajo el mar"